# 林敬剛
林敬剛（英語：Lam King Kong，1970年10月13日—），香港男演員及配音員。出道前任職警察，後轉往娛樂界發展至今。現為香港無綫電視基本藝人合約男藝員。

## 背景

### 早年生活
林敬剛生於小康之家，父親從事運輸行業。母親則為車衣女工。林早年在九龍石硤尾大坑西新邨長大，有兩名胞姊。基於家教嚴厲，所以他童年時只會在邨內遊玩，例如玩膠飛機。在學業方面，他曾就讀大坑東宣道小學，在陳樹渠紀念中學由1983年中一下午班讀至1987年中四大半學年期間不喜歡讀書（1985年曾獲得香港賽馬會助學金）。不過記性不錯，以中國歷史科和中文科的成績較佳，又會參加運動項目。於小學四年級至中學階段皆是校內田徑跨欄及短跑隊成員，曾與來自名校如九龍華仁書院的運動員競賽，且取得學界比賽獎項。除此之外，林敬剛於中學時參與過足球、籃球與排球活動，與麥長青為同屆高中同學。
於1986年中三淘汰試後，他因受電視劇集《新紮師兄》影響而在1987年考入香港皇家香港警察少年訓練學校上水天祥營（現址為北區醫院），為該校1989年第28期的畢業生。當年他的另一個志願是當室內設計師。然而在沒有繪畫天分下打消念頭。在接受黃竹坑香港警察學院訓練前，林遇到打算開拍電影《壯志雄心》的李修賢，並由製片徐婉薇（1984年香港小姐競選青春小姐）聯絡去參與拍攝。及後於學院受訓；但當了警察一個月便辭職。原因在於他對演戲產生興趣。於是決定投身演藝界另覓個人發展。

### 事業發展
決定投身演藝界另覓個人發展的林敬剛結果和警校同學一同加入李修賢旗下位於旺角始創中心（第一代）的「萬能影業公司」當演員、場務、場記、助理製片、製片及副導演，沒有涉獵編劇與攝影範疇。他於1989年正式出道，其時所簽的是基本演員合約，在1990年才演出其首部電影作品《摩登襯家》。同期李的公司為他提供觀看電影的戲劇訓練。1995年，由於父親於林敬剛二十五歲時離世，為了養家糊口，林接手父親的運輸生意。一邊於幕出演出，一邊經營貨運工作。當時他正被電視台安排當《城市追擊》的外景主持。
林敬剛在接手運輸生意前仍於「萬能影業」負責幕後事宜。直至1993年「萬能影業」需要節省開支，令他的工作機會減少。最後唯有先跟邱禮濤從事製片工作，再在一間獨立製作公司當副導演。於1994年獲製片人王日平介紹認識無綫電視的經理人，並簽約成為經理人合約藝人。電視電影《飛虎雄風》是其首部參演的作品。另一方面，其於電視幕出的演出實際上始於1990年亞洲電視劇集《赤子雄風》。林在1995年劇集《O記實錄》中飾演「葉輝」一角色而開始嶄露頭角，往後多演繹忠厚老實之人或壞人。例如在1999年《狀王宋世傑（貳）》演出忠厚老實但最後受人利用的「楊初九」、2003年《智勇新警界》中得過且過的刑警「余志勇」和2006年《滙通天下》貪贓枉法的「章崇禮」。2019年，他於劇集《鐵探》中飾演「阿喱」一角表現突出而獲得觀眾稱讚。除了演藝事業之外，林敬剛在2012年和阮民安以一百萬港元，投資鄭氏娛樂製作公司（舞蹈學院）。此外，也投資食肆生意 - 於佐敦西貢街經營「適香園茶餐廳」。
留在電視台逾二十年，林繼續留下的原因出於他喜歡穩定的生活。而且有家室，不需要急於離開。期間曾有製作單位邀請他跳槽。2021年，林敬剛於參演內地電影《創業大贏家》時向萬梓良拜師，獲對方改名為「林犇」。他是萬氏第四位徒弟，其餘三人分別是周星馳、林家棟和姜皓文。2010年代末在廣東新會羅坑鎮開設果園種植大紅柑，又經營售賣陳皮及新會農產品的商店。

## 個人生活
林敬剛於1999年10月3日於青山公路駕駛時，與一位私家車司機發生爭執，繼而動武，被警方控以「普通襲擊」罪。他在2000年8月於荃灣裁判法院被裁定罪名成立，判簽保守行為半年而不留案底。2000年8月12日，他駕駛由鄭子誠借出的座駕回電視城趕工途中，經過公主道時﹐疑閃避切綫的士失控撞欄。汽車不久爆炸起火﹐全車焚毀。他及時逃出車廂，避開爆炸。接受體內酒精測試時﹐驗出酒精含量超出標準近五倍﹐結果因涉嫌醉酒駕駛被捕。獲准以三千元保釋外出，須返警署報到。
在家庭方面。他於2005年與圈外女友結婚。此前曾與女藝人姚樂怡傳出緋聞。而林的妻子任職旅行社，二人結緣於為無綫電視拍攝2001年的旅遊節目《旅遊真的感受》。其妻當年為領隊，帶領工作人員前往拍攝地點進行拍攝。林現時與妻子育有一名女兒。

## 演出作品
*以下列表只記錄林敬剛演出過的劇集和電影作品，若有遺漏，請協助補充相關資料。

### 電視劇（無綫電視）
| 首播           | 節目名稱           | 角色             | 備註                                  |
| 1995年         | O記實錄            | 葉輝             |                                       |
| 1996年         | 五個醒覺的少年     | 王元虎           | 於1995年海外發行，1996年翡翠台播映    |
| 1996年         | 廉政行動組         | 梁小華           |                                       |
| 1996年         | 新上海灘           | 趙吉             |                                       |
| 1997年         | 樂壇插班生         | 洛               |                                       |
| 1997年         | 廉政追緝令         | 田家倫           |                                       |
| 1998年         | 烈火雄心           | 狗蝨             |                                       |
| 1998年         | 林世榮             | 金亞旺           |                                       |
| 1998年         | 花木蘭             | 吳願旭           |                                       |
| 1998年         | 乾隆大帝           | 阿骨打           |                                       |
| 1998年         | 廉政行動1998       | 阿榮             | 單元三《老細有料》                    |
| 1999年         | 寵物情緣           | 陳志安           |                                       |
| 1999年         | 狀王宋世傑（貳）   | 楊初九           |                                       |
| 1999年         | 刑事偵緝檔案IV     | 周萬聲           |                                       |
| 2000年         | FM701              | 張偉             |                                       |
| 2000年         | 生命有TAKE2        | 蛇仔明           |                                       |
| 2000年         | 夢想成真           | 阿輝             |                                       |
| 2000年         | 碧血劍             | 胡桂南           |                                       |
| 2001年         | 陀槍師姐III        | 解向南           |                                       |
| 2001年         | 尋秦記             | 孱仔強           |                                       |
| 2001年         | 娛樂反斗星         | 李燦亨           |                                       |
| 2002年         | 洛神               | 丁儀             |                                       |
| 2002年         | 談判專家           | 趙志龍           |                                       |
| 2002年         | 烈火雄心II         | 阿飛             | 第1-3、12-13、16、19、22-24、26及33集 |
| 2002年         | 騎呢大狀           | 劉力             |                                       |
| 2003年         | 皆大歡喜           | 林玉剛           |                                       |
| 2003年         | 智勇新警界         | 余志勇           |                                       |
| 2003年         | 俗世情真           | 陳志堅           |                                       |
| 2003年         | 富豪海灣非凡情緣   | 窗簾師傅         |                                       |
| 2003年         | 衛斯理             | 一丁             | 單元《蠱惑》                          |
| 2003年         | 金牌冰人           | 秦朗             |                                       |
| 2004年         | 棟篤神探           | 化骨龍           |                                       |
| 2004年         | 廉政行動2004       | 陸大唐           | 單元二：《不一樣的賭注》              |
| 2005年         | 甜孫爺爺           | 勇               |                                       |
| 2005年         | 窈窕熟女           | 基               | 第8集                                 |
| 2005年         | 御用閒人           | 廖洪             |                                       |
| 2005年         | 學警雄心           | 馮偉倫           |                                       |
| 2005年         | 奪命真夫           | 陳耀榮           |                                       |
| 2005年         | 佛山贊師父         | 鄭田             |                                       |
| 2005年         | 秀才遇著兵         | 鏢師             |                                       |
| 2005年         | 奇幻潮             | 黃Sir            | 單元《玩新生》                        |
| 2006年         | 施公奇案           | 上官博           |                                       |
| 2006年         | 滙通天下           | 章崇禮           |                                       |
| 2006年         | 追魂交易           | 康倩儀           |                                       |
| 2007年         |                    |                  |                                       |
| 蕭十一郎       | 老二               |                  |                                       |
| 亂世佳人       | 馬景祥             |                  |                                       |
| 寫意人生       | 何泳東             |                  |                                       |
| 學警出更       | 馮偉倫             |                  |                                       |
| 奸人堅         | 陳七               |                  |                                       |
| 通天幹探       | 張子豪             |                  |                                       |
| 高朋满座       | 项添               |                  |                                       |
| 2008年         |                    |                  |                                       |
| 金石良緣       | 何志滔             |                  |                                       |
| 法證先鋒II     | 戴立德             |                  |                                       |
| 師奶股神       | 楊大衛             |                  |                                       |
| 秀才愛上兵     | 香水情人           |                  |                                       |
| 甜言蜜語       | 忠                 |                  |                                       |
| 東山飄雨西關晴 | 仲武               |                  |                                       |
| 少年四大名捕   | 成鼎天             |                  |                                       |
| 銀樓金粉       | 王二牛             |                  |                                       |
| 2009年         | 烈火雄心3          | 莫錦輝           |                                       |
| 2009年         | 宮心計             | 莫忠成           |                                       |
| 2009年         | 老友狗狗           | 阿明             | 第1及15集                             |
| 2009年         | 廉政行動2009       | Rocky            | 單元一《造市》（上市公司詐騙案）      |
| 2010年         | 鐵馬尋橋           | 胡師父           |                                       |
| 2010年         | 秋香怒點唐伯虎     | 成               |                                       |
| 2010年         | 掌上明珠           | 盛哥             |                                       |
| 2010年         | 談情說案           | 張華超           |                                       |
| 2010年         | 情越雙白線         | 鍾標             |                                       |
| 2010年         | 公主嫁到           | 洪將軍           |                                       |
| 2010年         | 巾幗梟雄之義海豪情 | 煙鏟球           |                                       |
| 2010年         | 囧探查過界         | 謝保全           |                                       |
| 2010年         | 居家兵團           | 王輝             |                                       |
| 2010年         | 五味人生           | 老闆             |                                       |
| 2011年         | Only You 只有您    | 陸向榮           |                                       |
| 2011年         | 洪武三十二         | 郭定             |                                       |
| 2011年         | 布衣神相           | 孟晚塘           |                                       |
| 2011年         | 女拳               | 閻鐵石           |                                       |
| 2011年         | 怒火街頭           | 山               |                                       |
| 2011年         | 真相               | 黎國根           |                                       |
| 2011年         | 紫禁驚雷           | 布里雅·憲承      |                                       |
| 2011年         | 潛行狙擊           | 張達橋           |                                       |
| 2011年         | 九江十二坊         | 胡安             |                                       |
| 2011年         | 蓋世孖寶           | 錢耀華           |                                       |
| 2011年         | 萬凰之王           | 尚久保           |                                       |
| 2012年         | 東西宮略           | 田寬             |                                       |
| 2012年         | 盛世仁傑           | 宋一虎           |                                       |
| 2012年         | 飛虎               | Dick             | 第10集                                |
| 2012年         | 造王者             | 何標             |                                       |
| 2012年         | 回到三國           | 鄧熙             | 第21-22集                             |
| 2012年         | 雷霆掃毒           | 凌雙喜           |                                       |
| 2013年         | 初五啟市錄         | 基哥             |                                       |
| 2013年         | 鳳舞香羅           | 喬泰             |                                       |
| 2013年         | 女警愛作戰         | 惡人             |                                       |
| 2013年         | 情越海岸線         | 謝永松           |                                       |
| 2013年         | 千謊百計           | 茅雄             |                                       |
| 2013年         | 熟男有惑           | 余敬祖           |                                       |
| 2013年         | 好心作怪           | Donald Wong      |                                       |
| 2013年         | 師父·明白了        | 南爺             |                                       |
| 2013年         | 巨輪               | 豹哥             |                                       |
| 2013年         | 法外風雲           | 潘超榮           |                                       |
| 2013年         | 貓屎媽媽           | 莊謹修           |                                       |
| 2014年         | 守業者             | 冼大成           |                                       |
| 2014年         | 我们的天空         | 高晉龍           | 單元《餘何是好》、第10集              |
| 2014年         | 再戰明天           | 劉創坤           |                                       |
| 2014年         | 飛虎II             | 馬進財           |                                       |
| 2014年         | 八卦神探           | 楊劍洪           |                                       |
| 2015年         | 天眼               | 謝正朗           |                                       |
| 2015年         | 以和為貴           | 甄子聰           |                                       |
| 2015年         | 潮拜武當           | 李大軍           |                                       |
| 2015年         | 張保仔             | 何飛             |                                       |
| 2016年         | EU超時任務         | 波               |                                       |
| 2016年         | 末代御醫           | 周懷安           |                                       |
| 2016年         | 火線下的江湖大佬   | 周昌             |                                       |
| 2016年         | 完美叛侶           | 莫傑             |                                       |
| 2016年         | 致命復活           | 阿健             |                                       |
| 2016年         | 愛回家             | 陳鵬             | 第781至782集、第795集                 |
| 2017年         | 我瞞結婚了         | 謝世琦           |                                       |
| 2017年         | 與諜同謀           | 火箭哥           |                                       |
| 2017年         | 全職沒女           | 邢奔             |                                       |
| 2017年         | 燦爛的外母         | 麥家成           |                                       |
| 2017年         | 使徒行者2          | 阿力             |                                       |
| 2017年         | 踩過界             | 陳Sir            |                                       |
| 2018年         | 平安谷之詭谷傳說   | 牛粗壯           |                                       |
| 2018年         | 翻生武林           | 徐定虎           |                                       |
| 2018年         | 果欄中的江湖大嫂   | 葉廣武           |                                       |
| 2018年         | 再創世紀           | 王國添           |                                       |
| 2018年         | 是咁的，法官閣下   | 虐兒被告丈夫     |                                       |
| 2019年         | 荷里活有個大老千         | 石師傅           |                                       |
| 2019年         | 鐵探               | 何力強           |                                       |
| 2019年         | 十二傳說           | 周華狄           |                                       |
| 2019年         | 丫鬟大聯盟         | 孟郎中           |                                       |
| 2020年         | 大醬園             | 蔡文鷹           |                                       |
| 2020年         | 法證先鋒IV         | 伍睿廣（Dr. Ng） |                                       |
| 2020年         | 機場特警           | 嚴礪昌           |                                       |
| 2020年         | 殺手               | 𡃁詹             |                                       |
| 2020年         | 反黑路人甲         | 陳應裘           |                                       |
| 2020年         | 使徒行者3          | 阿力             |                                       |
| 2020年         | 踩過界II           | 周家樂           |                                       |
| 2021年         | 陀槍師姐2021       | 浩南             |                                       |
| 2021年         | 逆天奇案           | 王震威           |                                       |
| 2021年         | 刑偵日記           | 潘文德           | 第10、24集                            |
| 2021年         | 七公主             | 江浩凡           |                                       |
| 2021年         | 把關者們           | 韋守訊           |                                       |
| 2021年         | 我家無難事         | 陳一刀           |                                       |
| 2021年         | 換命真相           | 蔣偉傑           |                                       |
| 2023年         | 一舞傾城           | 金塘             |                                       |

### 電視劇（其他）
| 首播   | 節目名稱         | 角色    | 備註             |
| 1990年 | 赤子雄風         | Micheal | 亞洲電視         |
| 1992年 | 廉政行動         | 裘志培  | 單元《鐵窗無情》 |
| 2017年 | 大清神捕         | 秦三川  |                  |
| 2018年 | 大清神捕第二季   | 秦三川  |                  |
| 2020年 | 上海灘之奪寶奇兵 |         |                  |
| 2020年 | 上海灘之亂世梟雄 |         |                  |
| 2024年 | 明天的少年       |         |                  |
| 2025年 | 執法者們         | 強叔    | 邵氏兄弟         |

### 電影
- 1989年：壯志雄心
- 1990年：摩登襯家 飾 K.K.黃
- 1990年：千王家族 飾 金仔
- 1990年：鐵血騎警II朋黨 飾 KK
- 1991年：雷霆掃穴
- 1991年：拳王 飾 阿清
- 1992年：伴我縱橫
- 1992年：香港姦殺奇案 飾 張友康
- 1992年：藍江傳之反飛組風雲 飾 白榮飛手下
- 1992年：車神
- 1992年：羔羊醫生 飾 KK
- 1993年：八仙飯店之人肉叉燒包 飾 探員King Kong
- 1993年：的士判官 飾 墨西哥舊拍檔
- 1994年：拆彈專家寶貝炸彈
- 1994年：初生之犢
- 1994年：飛虎雄風 飾 飛虎隊成員（無綫電視之電視電影）
- 1994年：重案實錄之犯罪天才
- 1994年：重案實錄之驚天械劫案 飾 阿烈（亞洲電視之電視電影）
- 1996年：三個受傷的警察
- 2000年：慾望號列車
- 2001年：殺出個未來
- 2003年：黑暗時代II夜星
- 2008年：機動部隊－警例 飾 達
- 2009年：機動部隊－同袍
- 2011年：報應 飾 綁匪甲
- 2015年：男極探射燈
- 2016年：寒戰II 飾 傅展鵬
- 2017年：仙醫神廚（網絡電影）
- 2017年：再渡情緣
- 2019年：上海往事之當年情（網絡電影） 飾 張曉冷[24]（網絡電影）
- 2019年：海豚石之戀
- 2020年：大上海之奪寶奇兵（網絡電影）

### 配音
- 2008年：葉問 聲演 武癡林（釋延能飾演）
- 2010年：葉問2 聲演 閑角
- 2017年：拆彈專家 聲演 洪繼鵬（姜武飾演）
- 2020年：拆彈專家2 聲演 犀牛（馬浴柯飾演）
- 2023年：The Travel Nurse 聲演 天乃隆之介（松平健飾演）

### 舞台劇
- 2018年：《偶然·徐志摩》 飾 王賡[25][26]

### 節目主持
- 1995年：城市追擊 外景主持
- 2000年：康泰最緊要好玩之古今情懷山東遊[27]
- 2001年：永安旅遊話你知——點解北歐咁好玩[28]
- 2002年：星晨旅遊雲南真程趣
- 2004年：肇慶．德慶自遊新天地

### 其他
- 1991年：《香港夢》〈浮城夢族〉飾 杰仔（香港電台）[29][30]
- 1998年：萬千星輝賀台慶〈烈火雄心真英雄〉環節
- 2000年：萬眾同心公益金〈串燒廣告兩兄弟〉演出[31]
- 2000年：無線領先迎奧運
- 2001年：旅遊真的感受（第38至40集、演出）
- 2002年：萬千星輝賀台慶〈鴻運當頭齊祝壽〉環節[32]
- 2003年：萬千星輝賀台慶〈彩虹魅力新姿彩〉（開場表演）、〈萬紫千紅 製造精彩〉環節
- 2004年：萬千星輝賀台慶〈雷霆萬鈞星之匯〉環節
- 2004年：東華樂韻競技奔Fun Show[33]

## 導演作品
導演
- 2005年：痴心警官

副導演
- 1994年：重案實錄O記

## 節目嘉賓
- 2001年：旅遊真的感受（第38至40集）[34]
- 2018年：今日VIP（第178集）[35]
- 2019年：今日VIP（第405、406集）[36][37][38]

## 外部連結
- 林敬剛的新浪微博
- 林敬剛的Instagram帳戶
- 林敬剛在香港影庫上的簡介
- 熟悉的陌生人，am730，2013年12月5日 （页面存档备份，存于）
- 香港電台《守下留情》2019年12月30日 林敬剛訪問第一部分
- 香港電台《守下留情》2019年12月31日 林敬剛訪問第二部分
- 香港電台《守下留情》2020年1月1日 林敬剛訪問第三部分
- 香港電台《守下留情》2020年1月2日 林敬剛訪問第四部分
- 香港電台《守下留情》2020年1月3日 林敬剛訪問第五部分
- 林敬剛喜拳師生涯 協助李修賢搞幕後，華僑日報，1991年10月5日